# Thé de yuja

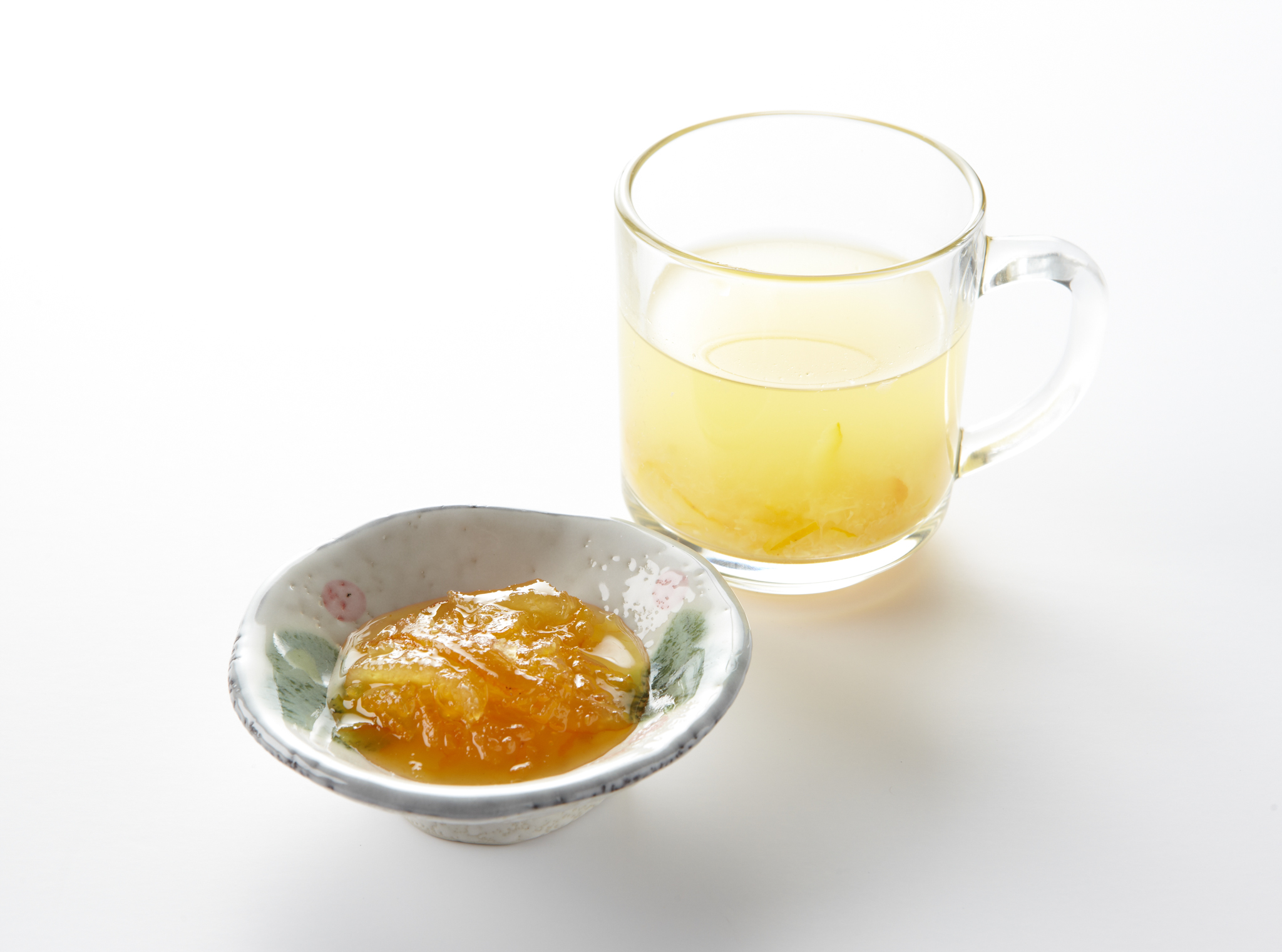
marmelade et thé de yujacha

Le thé de yuja (coréen : 유자차 yuja-cha) est un thé traditionnel coréen fait à partir de yuja. Le fruit est coupé en fines tranches, avec son écorce, et mélangé avec du miel ou du sucre, puis transformé en confiture ou marmelade (yuja-cheong 유자청). Le fruit est apprécié pour son goût amer et un peu aigre. Le mot yuja est parfois traduit en citron, mais c'est un agrume différent de ce dernier.
Pour transformer le yujacha en boisson, une cuillère de yucheong est mélangée dans une tasse d'eau chaude.
Le yujacha est utilisé comme remède médicinal pour les rhumes, et les maladies courantes des périodes hivernales.

## Ingrédients
- 600 grammes de yuja
- 500 grammes de sucre
- Pignons de pin, ou autres types de graines[1].

## Origine du yujacha en Corée
L'arrivée du yuja en Corée remonte à la période Silla. Jang Bogo (787-846) aurait transporté des yuja de Chine jusqu'à la côte sud de la Corée. Le bateau aurait heurté les côtes après une tempête, et l'homme aurait répandu des graines depuis ses poches dans tout le sud de la Corée, à mesure de son périple.

## Boissons similaires
D'autres thés sont aussi populaires en Corée, comme par exemple le daechucha, qui est un thé de jujube, le googijacha, avec des baies de goji, aussi répandu en Chine, l'insamcha, un thé de ginseng, le nokcha, un thé vert, l'omijacha, issu des fruits du Schisandra chinensis, le sangangcha, à base de gingembre, ou encore le yulmucha, à base de Coix lacryma-jobi.
A Taîwan, un thé comparable est fait à partir du sambokan, agrume longtemps réputé hybride du yuzu.